# Шарпантье, Феликс
Морис Феликс Шарпантье  (фр. Félix Charpentier; 10 января 1858[…], Боллен — 7 декабря 1924, XIV округ Парижа) — французский скульптор.

## Биография
Родился в Боллене в департаменте Воклюз. Учился сначала в Высшей школе изящных искусств в Авиньоне, а с 1877 года — в Высшей школе изящных искусств в Париже, где его учителями были Жюль Кавелье и Амеде Даблмар.
Начиная с 1879 года Шарпантье ежегодно выставлял свои работы на Парижском салоне. В 1890 году он получил медаль Салона 1-й степени, а в 1893 году — Почётную медаль за скульптуру «Борцы», которая был приобретена государством и установлена перед ратушей Боллена.
В 1892 году стал кавалером, а в 1901 году — офицером ордена Почётного легиона. В 1899 году получил большую золотую медаль в Австрии на художественной выставке.
В 1900 году, по некоторым данным, был избран мэром городка Шассан. Достоверно известно, что сегодня в городке находятся две работы скульптора — бюст Марианны и военный мемориал.
После окончания Первой мировой войны Шарпантье выполнил более десяти военных мемориалов для разных городов Франции.
Он создавал и другие памятники, в частности, памятник в честь столетия воссоединения Авиньона с Францией.
Шарпантье также создавал интерьерные и «городские» скульптуры, надгробия и барельефы для надгробий, скульптурный декор вокзалов и других общественных зданий: всего сохранилось, по некоторым данным, около 350 работ.

## Галерея

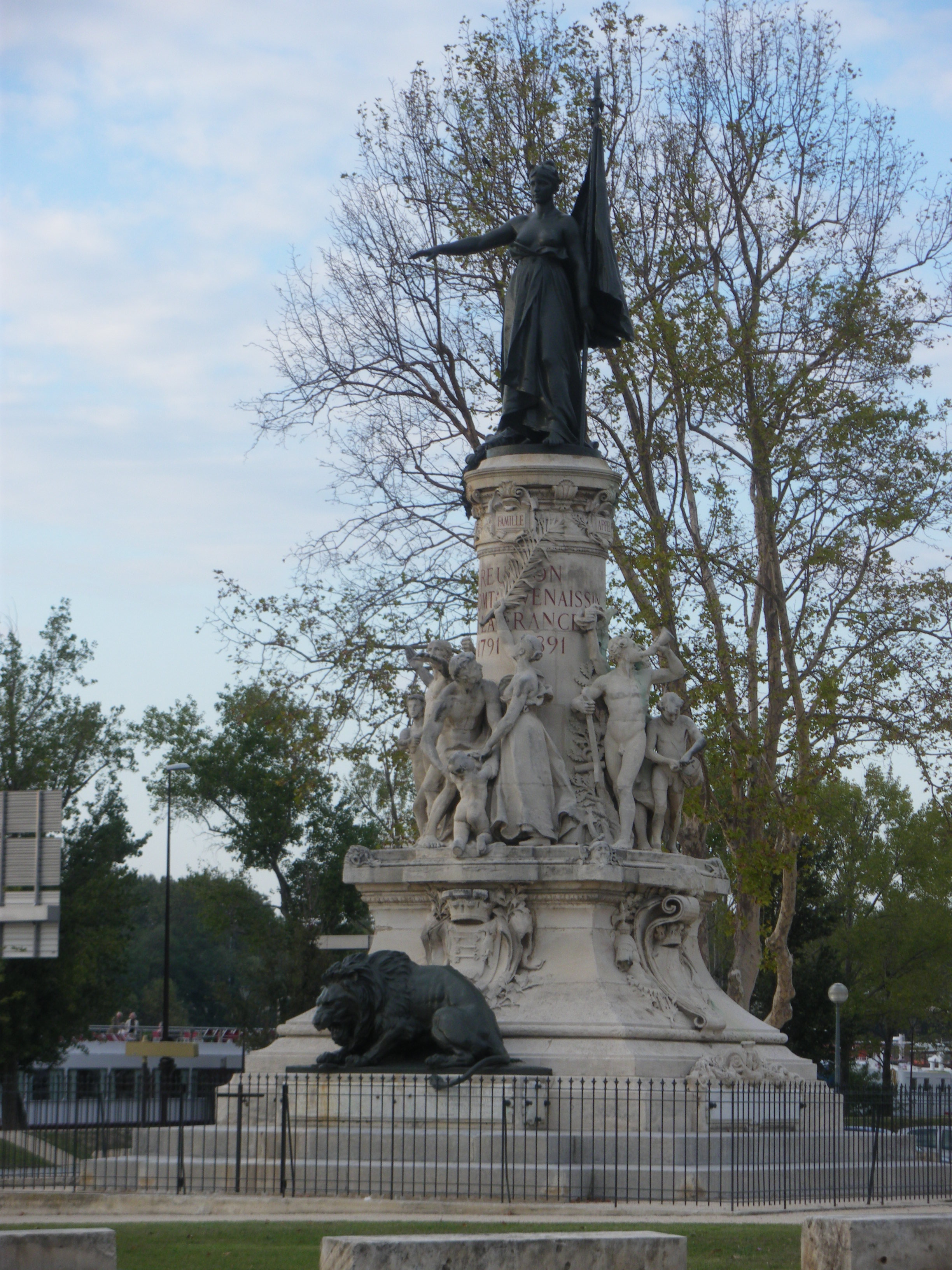
Мемориал в честь столетия воссоединения Авиньона с Францией.
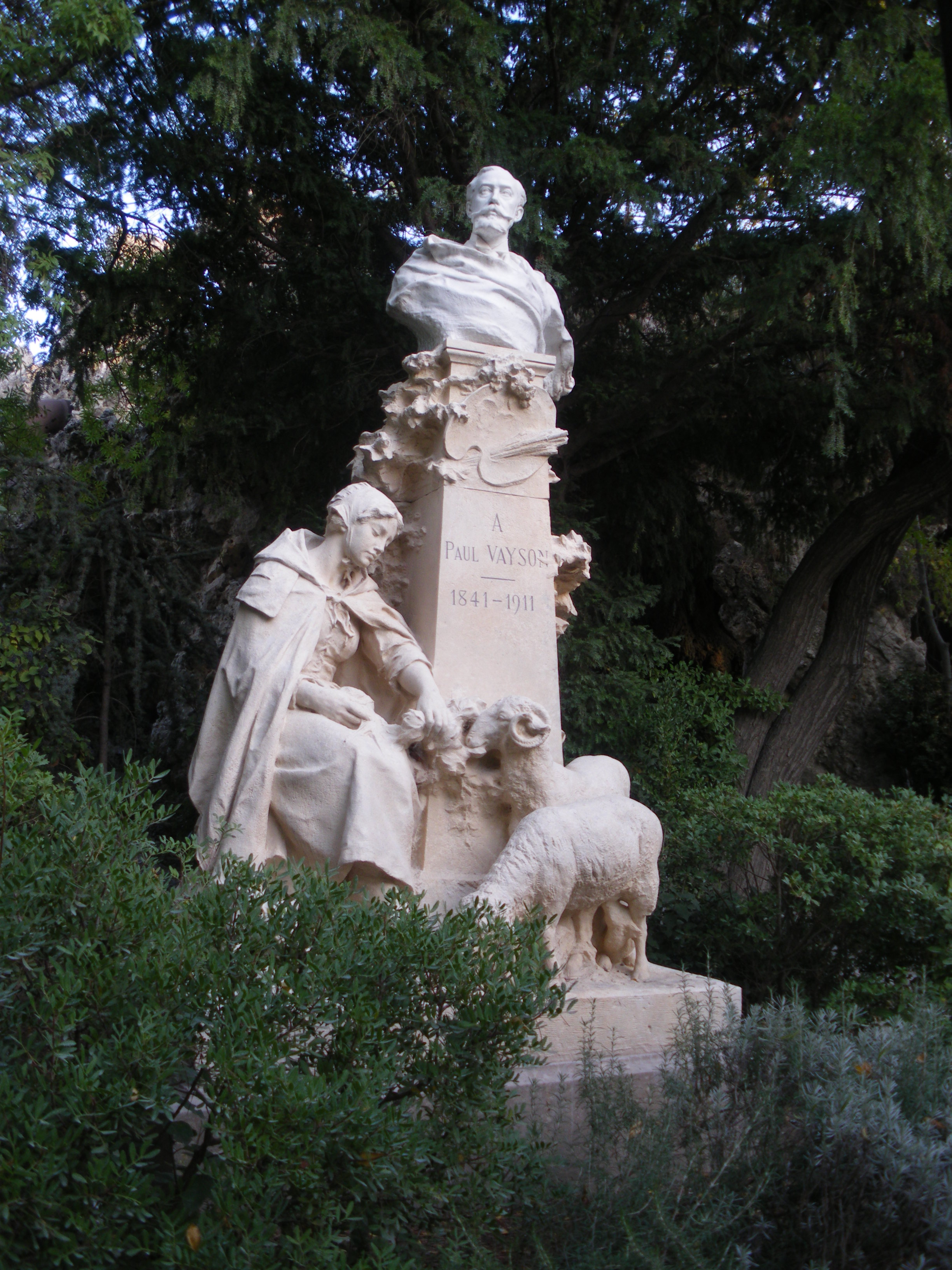
Памятник художнику Полю Васону.
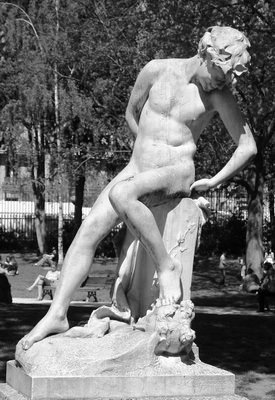
Юный Фавн
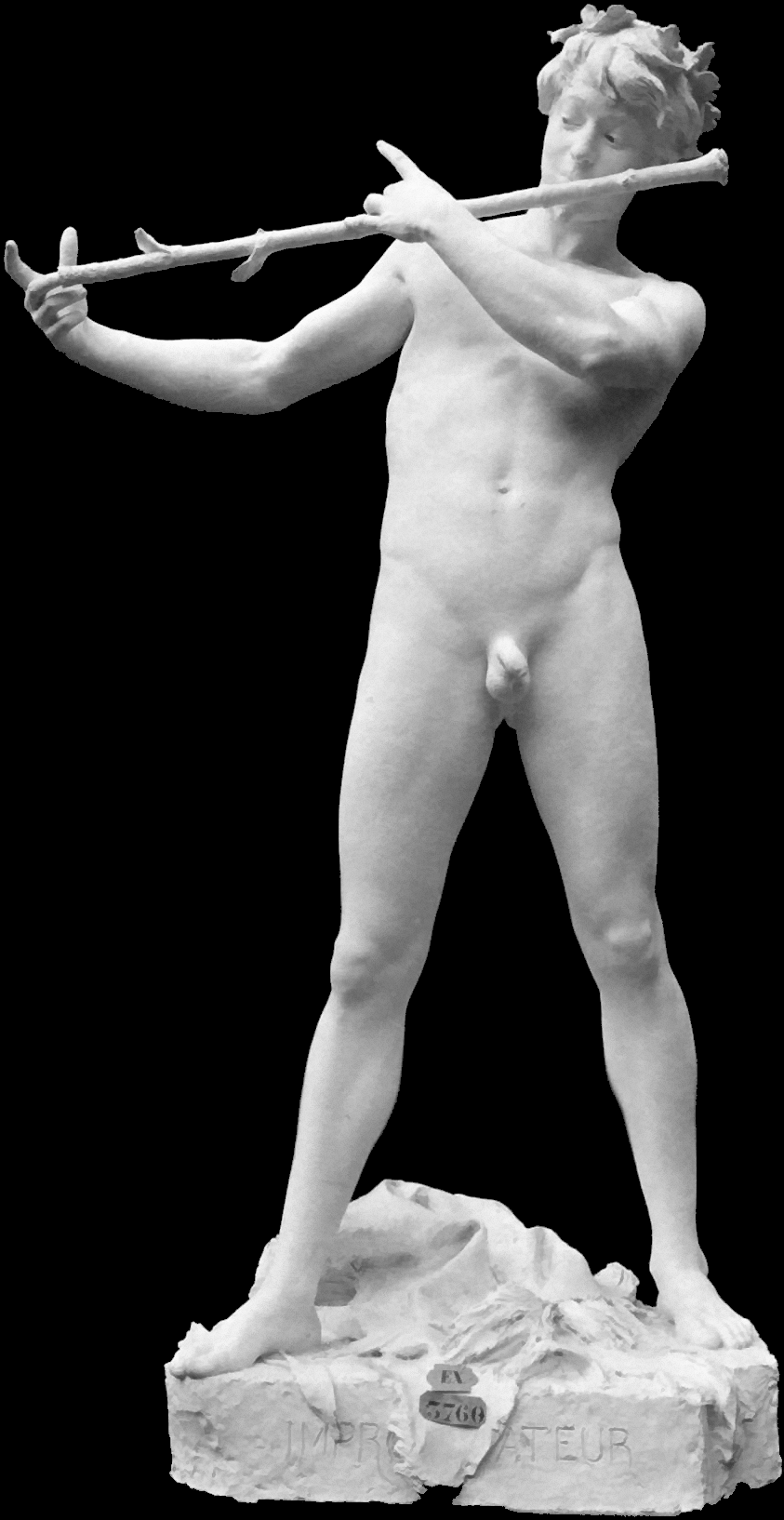
Импровизация (Фавн).

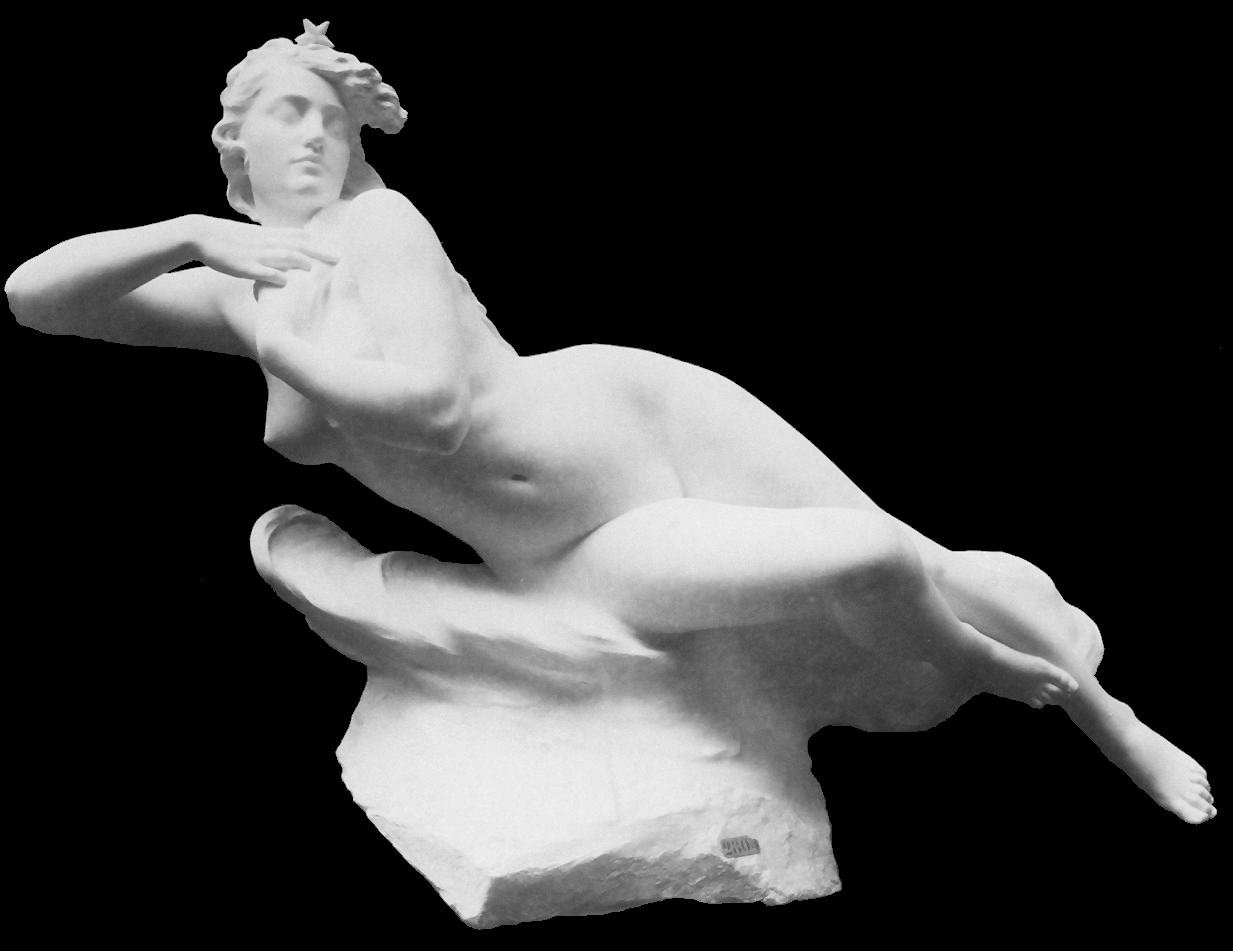
Падающая звезда.
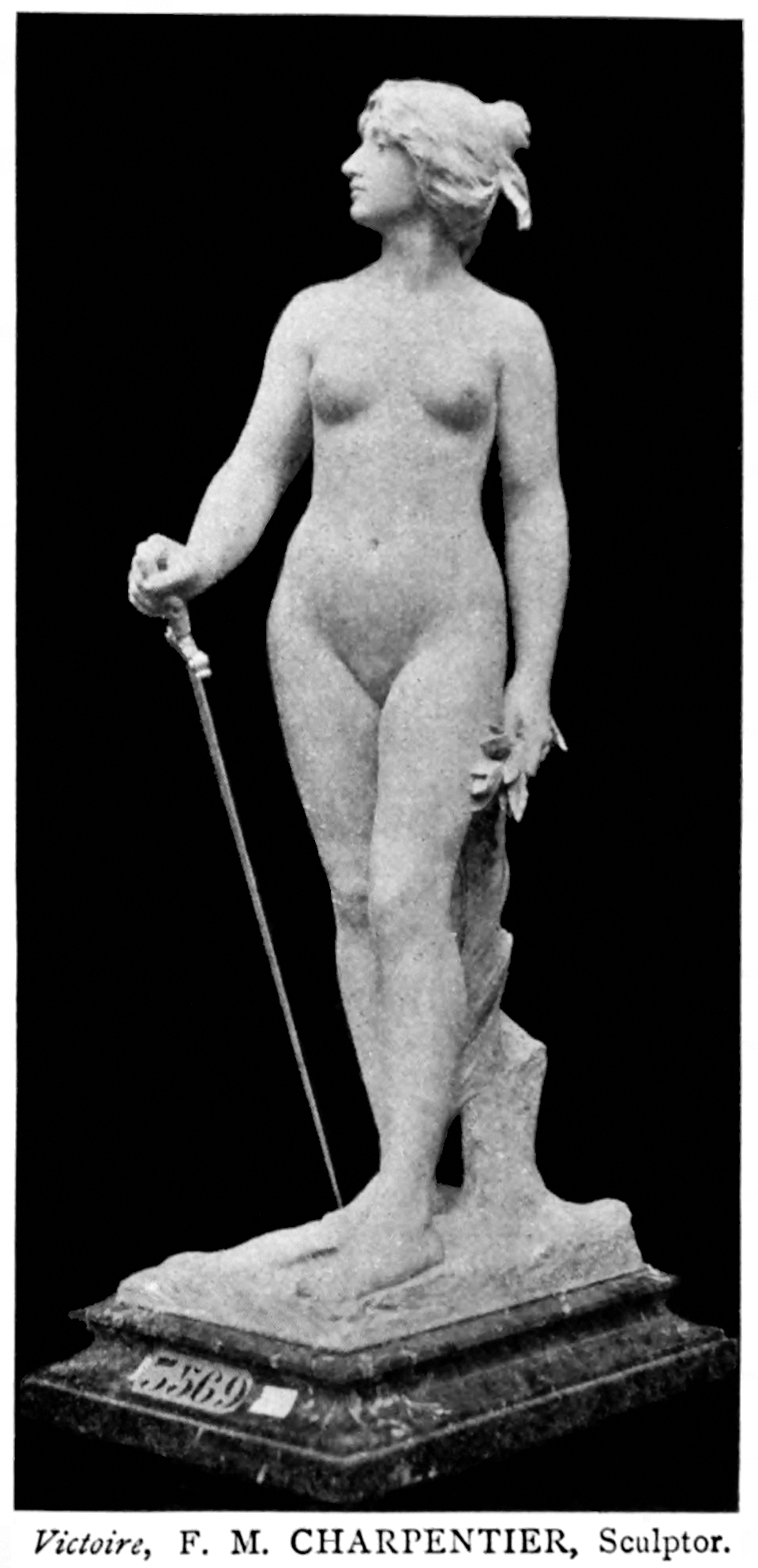
Победа
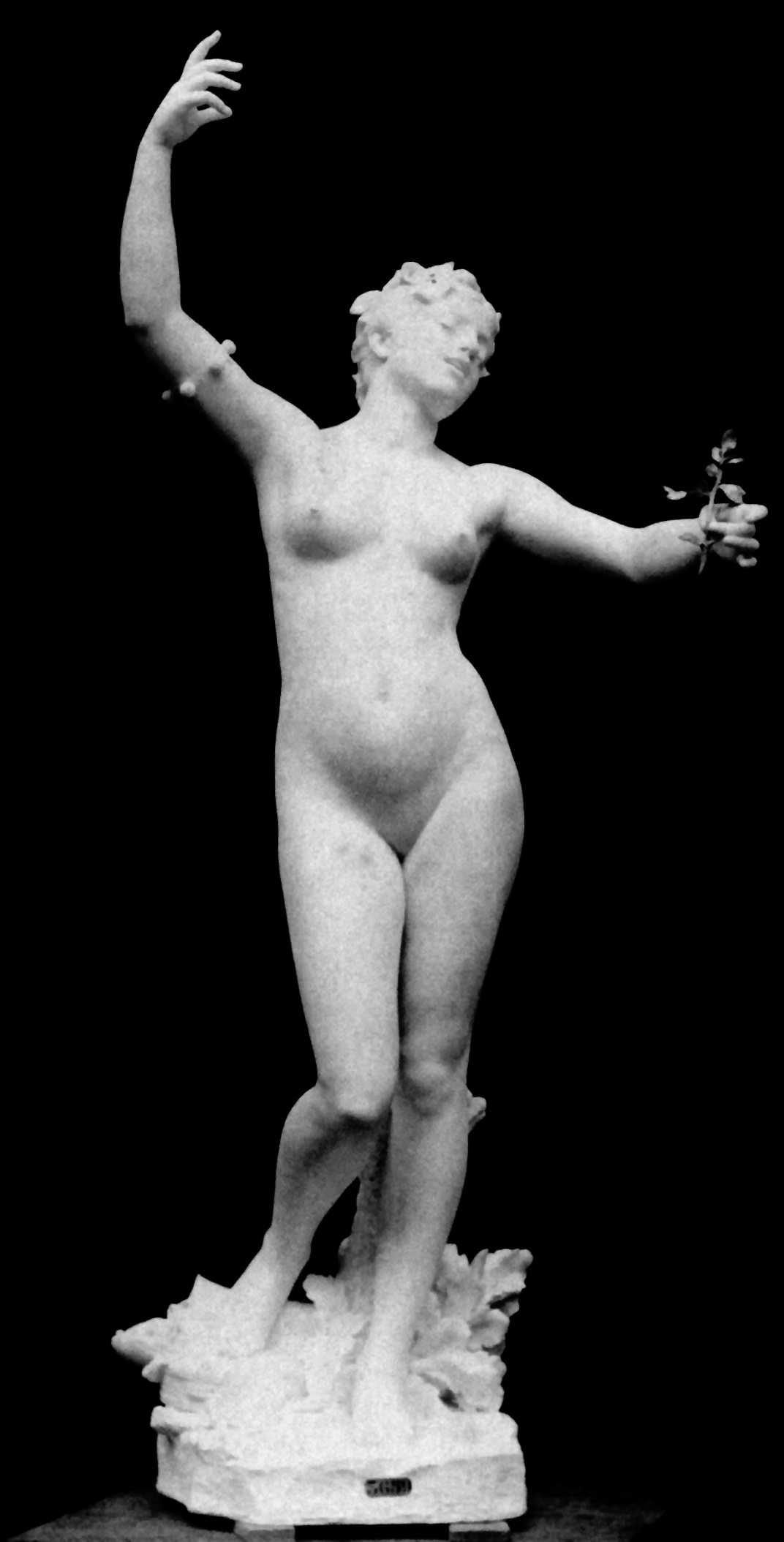
Песня
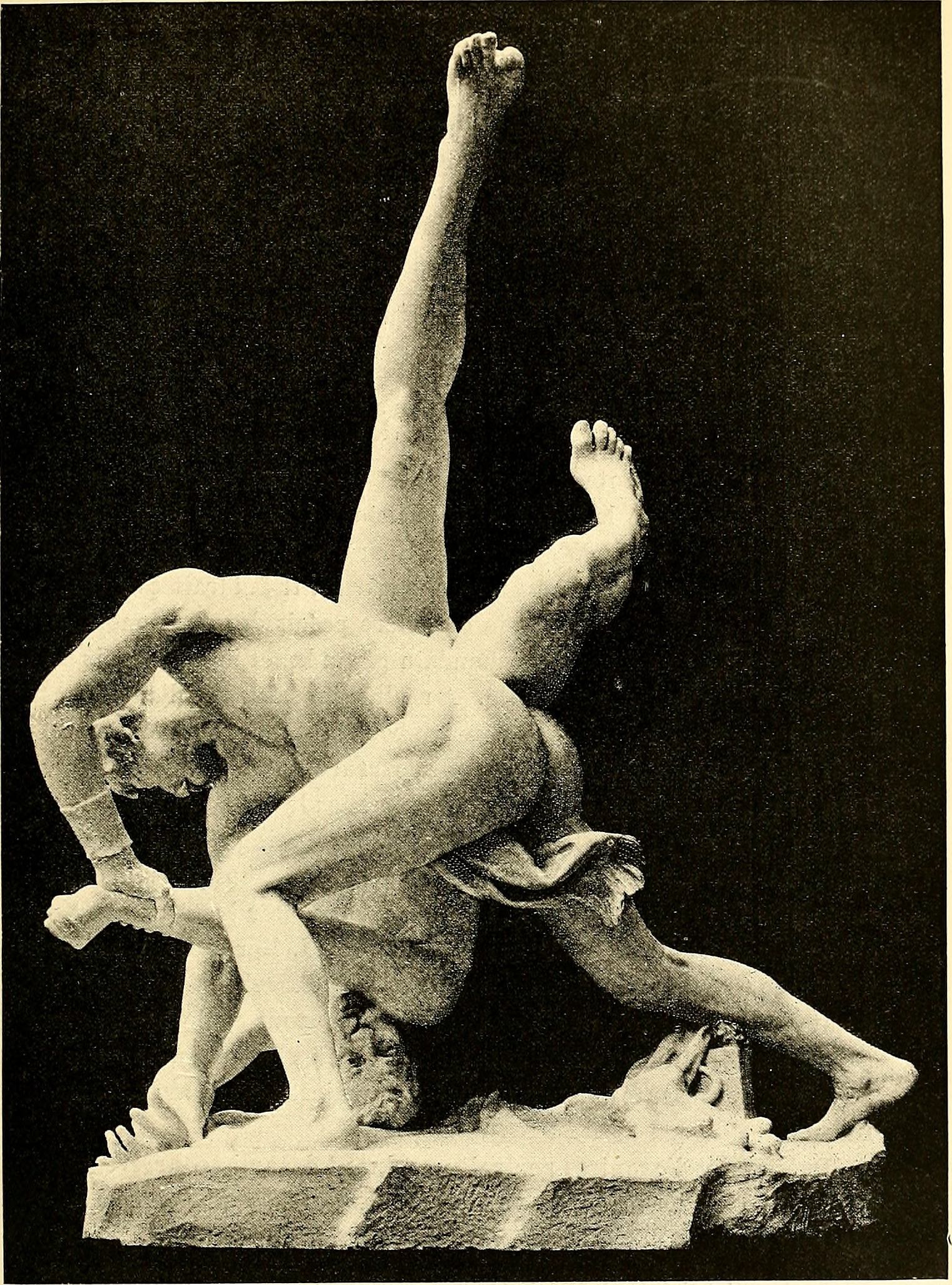
Борцы
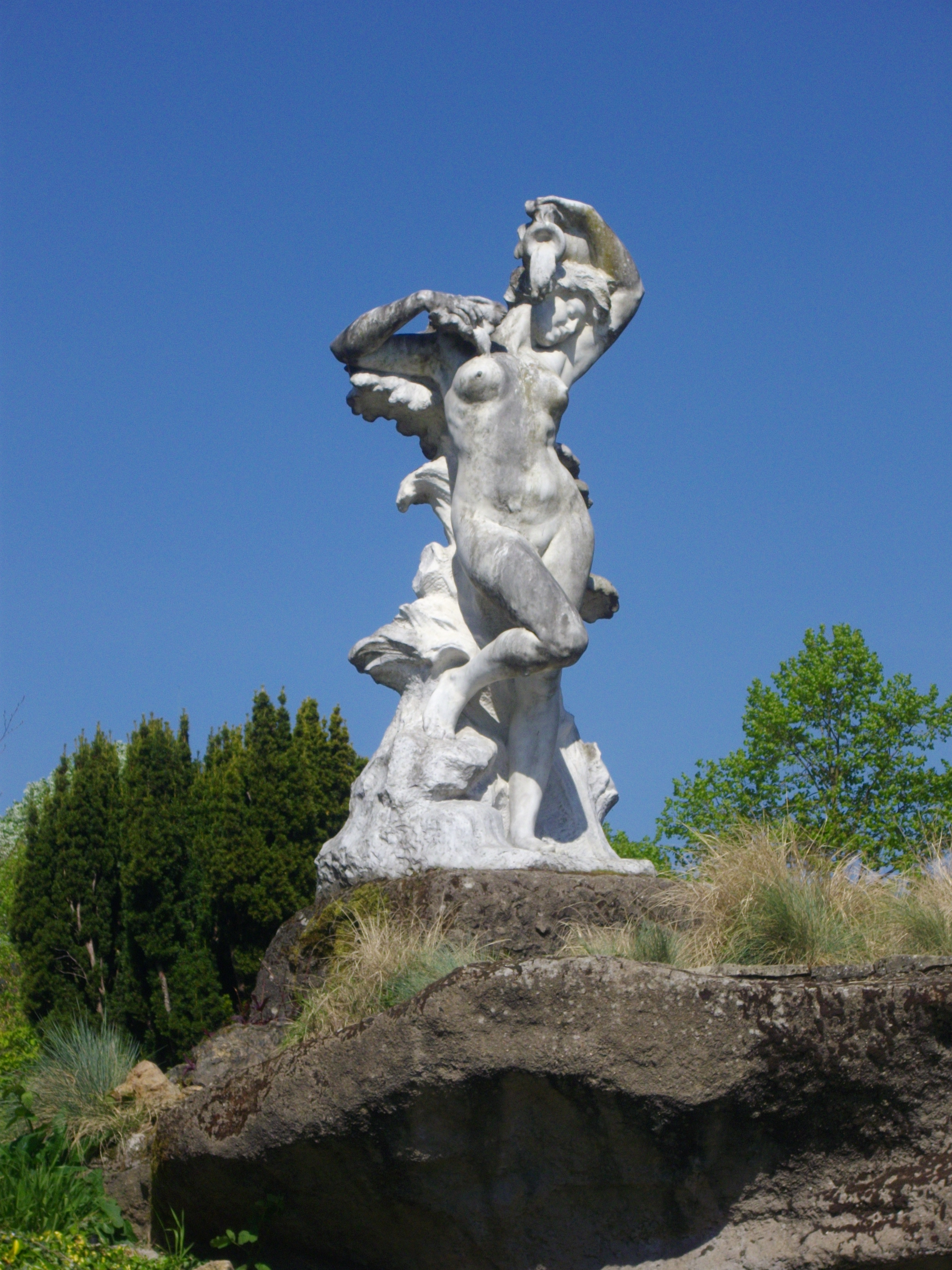
Центральная фигура фонтана, Орлеан.